# メナダ
メナダ（目奈陀・目魚、赤目魚、学名：Liza haematocheilus）は、ボラ目・ボラ科に分類される魚の一種。別名「アカメボラ」、「エビナ」、「スクチ」、「ミョウゲツ」、「ヤスミ」など。

## 分布
日本（九州以北）、中国、朝鮮半島、沿海州からアムール川にかけて分布する。

## 特徴
体長は100cmと大型。背面は青色で、腹面は銀白色となる。同属の近縁種との違いとして、上唇が下方に曲がっており、口を閉じると外部に露出してみえること、脂瞼（しけん）と呼ばれるコンタクトレンズ状の器官が発達していないことが挙げられる。
産卵期は10月。

## 近縁種
- コボラ Liza macrolepis
- セスジボラ Liza affinis